# Одаи (Ивано-Франковская область)
Одаи (укр. Одаї) — село в Тысменицкой городской общине Ивано-Франковского района Ивано-Франковской области Украины.
Население по переписи 2001 года составляло 579 человек. Занимает площадь 9,56 км². Почтовый индекс — 77470. Телефонный код — 03436.